# Граймерат (Трир)
Граймерат (нем. Greimerath) — община в Германии, в земле Рейнланд-Пфальц.
Входит в состав района Трир-Саарбург. Подчиняется управлению Келль ам Зее. Население составляет 1074 человека (на 31 декабря 2010 года). Занимает площадь 12,12 км².